# 布拉格老市政厅

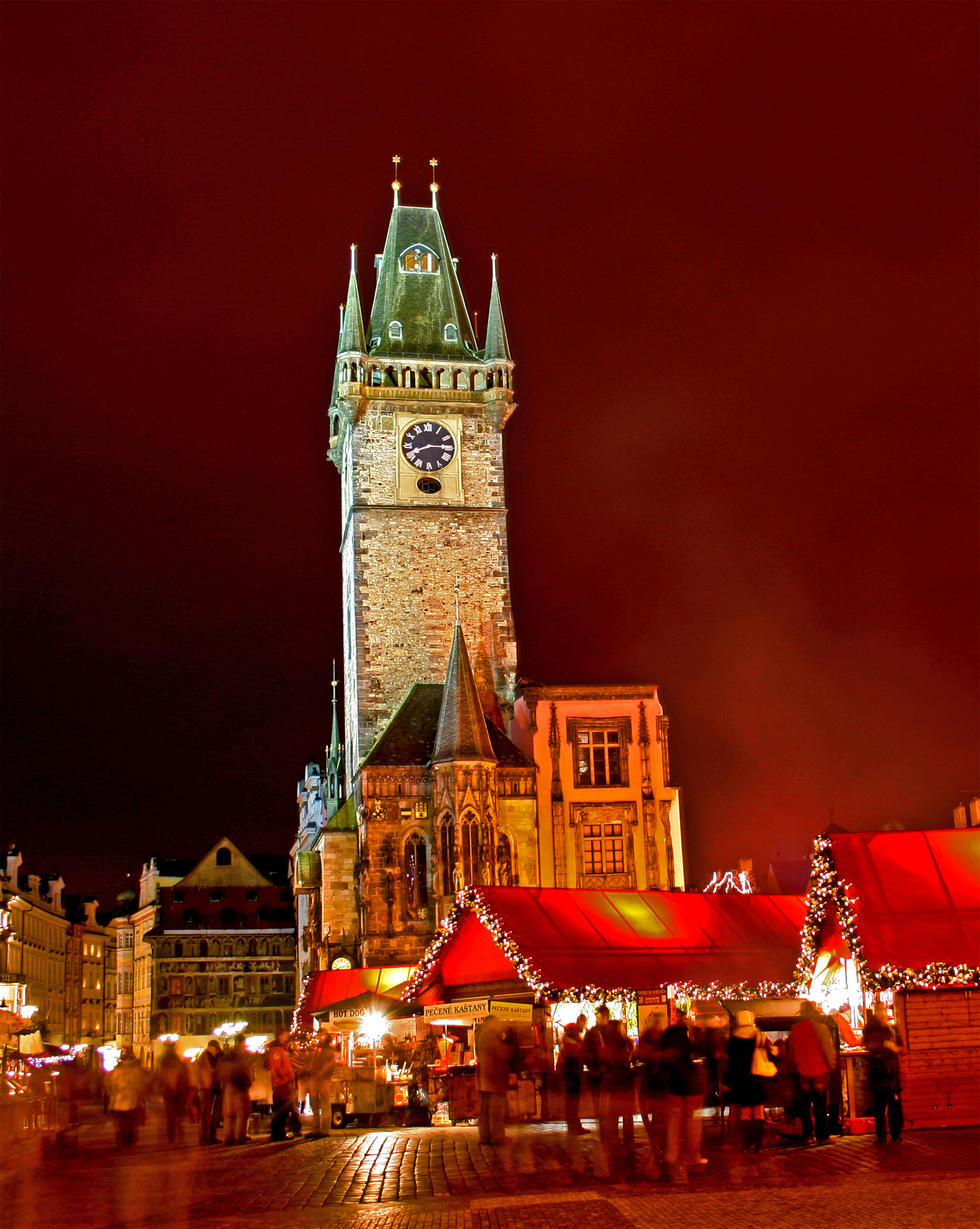
老市政厅

老市政厅（Staroměstská radnice）是捷克布拉格老城广场上的建筑，卢森堡的约翰给予布拉格自治权后，1338年建立（波西米亚的第一座市政厅），为管理布拉格老城的市政机构。其在1945年的布拉格起義中燒毀了大半部。